# Evangelisch-Reformierte Kirche im Kanton Solothurn
Die Evangelisch-Reformierte Kirche im Kanton Solothurn ist die evangelisch-reformierte Landeskirche im Norden und Osten des Kantons Solothurn. Sie ist Mitglied der Evangelisch-reformierten Kirche Schweiz.

## Gebiet
Die Evangelisch-Reformierte Kirche im Kanton Solothurn umfasst das Gebiet der Amteien Thal-Gäu, Olten-Gösgen und Dorneck-Thierstein; der übrige Teil des Kantons – die Amteien Solothurn-Lebern und Bucheggberg-Wasseramt – gehört zu den Reformierten Kirchen Bern-Jura-Solothurn.

## Struktur

### Kirchgemeinden
Die Evangelisch-Reformierte Kirche im Kanton Solothurn setzt sich aus dreizehn Kirchgemeinden zusammen.
Die reformierte Solothurner Kirche gab im Januar 2022 einen Mitgliederbestand von 25'000 an, im 2015 lautete die entsprechende Information auf der Webseite noch 30'900.

### Synode
Die Legislative der Landeskirche ist die Synode. Das Kirchenparlament besteht aus 40 Abgeordneten (Synodalen), welche von den Kirchgemeinden für vier Jahre gewählt werden. Jeder Kirchgemeinde steht zunächst ein Sitz in der Synode zu. Die übrigen Sitze werden im Verhältnis der evangelisch-reformierten Wohnbevölkerung auf die Kirchgemeinden verteilt. Die Synode versammelt sich in der Regel zweimal jährlich. Es können auch Gesprächssynoden zu aktuellen Themen durchgeführt werden. Derzeitiger Synodepräsident ist Michael Schoger (Stand: 2023).

### Synodalrat
Die Exekutive bildet der siebenköpfige Synodalrat. Er ist das oberste Vollzugs-, Aufsichts- und Verwaltungsorgan der Landeskirche. Die sieben Mitglieder des Synodalrats werden je für eine Amtsdauer von vier Jahren von der Synode gewählt. Derzeitige Synodalratspräsidentin ist Evelyn Borer (Stand: 2023).

### Verwaltung
Das Sekretariat des Synodalrats befindet sich in Kestenholz.